# Reserva Natural da Captação Central
A Reserva Natural da Captação Central (CCNR) (chinês simplificado: 中央集水区自然保护区; em malaio:  Hutan Simpanan Kawasan Tadahan Air Tengah; em tâmil:  மத்திய நீர்ப்பிடிப்பு இயற்கை ரிசர்வ்) é uma área protegida, destacando-se como sendo a maior reserva natural em Singapura, ocupando 2880 hectares, formando um grande pulmão verde no centro geográfico da cidade, que abriga vários locais de lazer, incluindo o Zoológico de Singapura, o Safari Noturno e o Safari do Rio, bem como várias novas instalações construídas para incentivar a apreciação pública da reserva, como o HSBC TreeTop Walk. A reserva situa-se dentro dos limites da captação de água central.
É uma das quatro reservas da natureza em Singapura. As outras três são a Reserva Natural de Labrador, que foi criada no dia 1 de Janeiro de 2002, a Reserva das Terras Húmidas de Sungei Buloh e Reserva Natural de Bukit Timah. Todas as quatro reservas naturais, juntamente com os parques, estão protegidos pela Lei de Parques e Árvores de 2005. A reserva natural atua como uma área de captação para os reservatórios circundantes. Os principais reservatórios do país - MacRitchie, Alto Seletar, Alto Peirce e Baixo Peirce estão localizados dentro da reserva.
A maioria das florestas na CCNR foram limpas para exploração madeireira e cultivo, ao contrário da Reserva Natural de Bukit Timah, que permanece relativamente inalterada. A CCNR agora consiste de uma mistura de florestas secundárias, jovens e maduras, com floresta primária virgem que envolve os reservatórios.

## Biodiversidade
A reserva natural possui uma rica biodiversidade com mais de 500 espécies de animais, incluindo macacos, colugos, tupaia glis e até mesmo o pangolim-malaio. As espécies criticamente ameaçadas (como o Presbytis femoralis) só pode ser encontrado na Reserva Natural da Captação Central. Os pássaros selvagens, tais como o Aethopyga siparaja, o Dicrurus paradiseus e o guarda-rios são encontrados na reserva. Algumas espécies de morcegos criticamente ameaçadas também foram avistadas na área. A reserva tem também muitas espécies de borboletas. É o lar de cerca de 1600 espécies de flora. A reserva, junto com a reserva natural adjacente de Bukit Timah, foi identificada pela BirdLife International como uma área importante do pássaro da floresta central (IBA) pois apoia populações dos Pycnonotus zeylanicus e dos Rhinomyias brunneatus, ambas espécies vulneráveis.